# Transform (альбом)
Transform — шестой студийный альбом американской певицы современной христианской музыки Ребекки Сент-Джеймс, выпущенный 24 октября 2000 года на лейбле ForeFront Records. Альбом получил положительные отзывы критиков, занял 166-е место в основном американском хит-параде Billboard 200 и 14-е место в чарте христианских альбомов в Billboard Christian Albums. Из альбома вышли синглы «Reborn» и «Wait For Me».

## Отзывы
| Оценки критиков     | Оценки критиков |
| Источник            | Оценка          |
| ------------------- | --------------- |
| Jesus Freak Hideout | [ 3 ]           |
| AllMusic            | [ 1 ]           |

Альбом получил положительные отзывы от музыкальных критиков. Jesus Freak Hideout поставила альбому 3,5 звезды из 5, заявив, что альбом «знаменует собой еще один шаг и развитие Ребекки», а Christianity Today отметила: «Это самый большой, самый драматичный и самый зрелый альбом Ребекки на сегодняшний день» AllMusic также оценил альбом, сказав: «Transform имеет текстурное производство, резонанс Top 40 и вдохновляющие тексты».

## Коммерческий успех
Transform дебютировал на 166-м месте в американском хит-параде Billboard 200 11 ноября 2000 года. Он также появился в чартах Christian Albums и Heatseekers на четырнадцатом и седьмом местах, соответственно.

## Список композиций
1. «Intro» (Instrumental) — 0:52
2. «For the Love of God» (Matt Bronleewe, Rebecca St. James) — 4:37
3. «Reborn» (Bronleewe, St. James) — 3:59
4. «Don’t Worry» (Bronleewe, St. James) — 3:37
5. «Merciful» (Bronleewe, St. James, Jeremy Bose, Paul Field) — 5:00
6. «One» (Regie Hamm, Dan Muckala) — 4:37
7. «Universe» (St. James, Joel Smallbone, Michael-Anthony Tyler) — 5:00
8. «Wait For Me» (St. James) — 4:40
9. «In Me» (Jess Cates, Chad Cates, Ricky Jackson, Randy Jackson) — 4:14
10. «Lean On» (St. James, Earthsuit) — 3:38
11. «All Around Me» (St. James, Paul Stewart, Brad Duncan) — 3:41
12. «Stand» (St. James, Hamm) — 4:36
13. «My Hope» (St. James, Field) — 4:29

## Чарты
| Чарт (2000)                            | Высшая позиция |
| -------------------------------------- | -------------- |
| США (Billboard 200) ·                  | 166            |
| США (Billboard Christian Albums)       | 14             |
| США (Billboard Top Heatseekers Albums) | 7              |